# Гречишка кустарниковая
Гречишка кустарниковая, или Фаллопия кустарниковая (лат. Fallópia dumetórum) — травянистое растение, вид рода Гречишка (Fallopia) семейства Гречишные (Polygonaceae). Встречается также под устаревшими синонимичными названиями Горе́ц куста́рниковый, Горе́ц призабо́рный, Фалло́пия подзабо́рная, Гречи́шка призаборная, Пови́тель призаборная. 

## Ботаническое описание

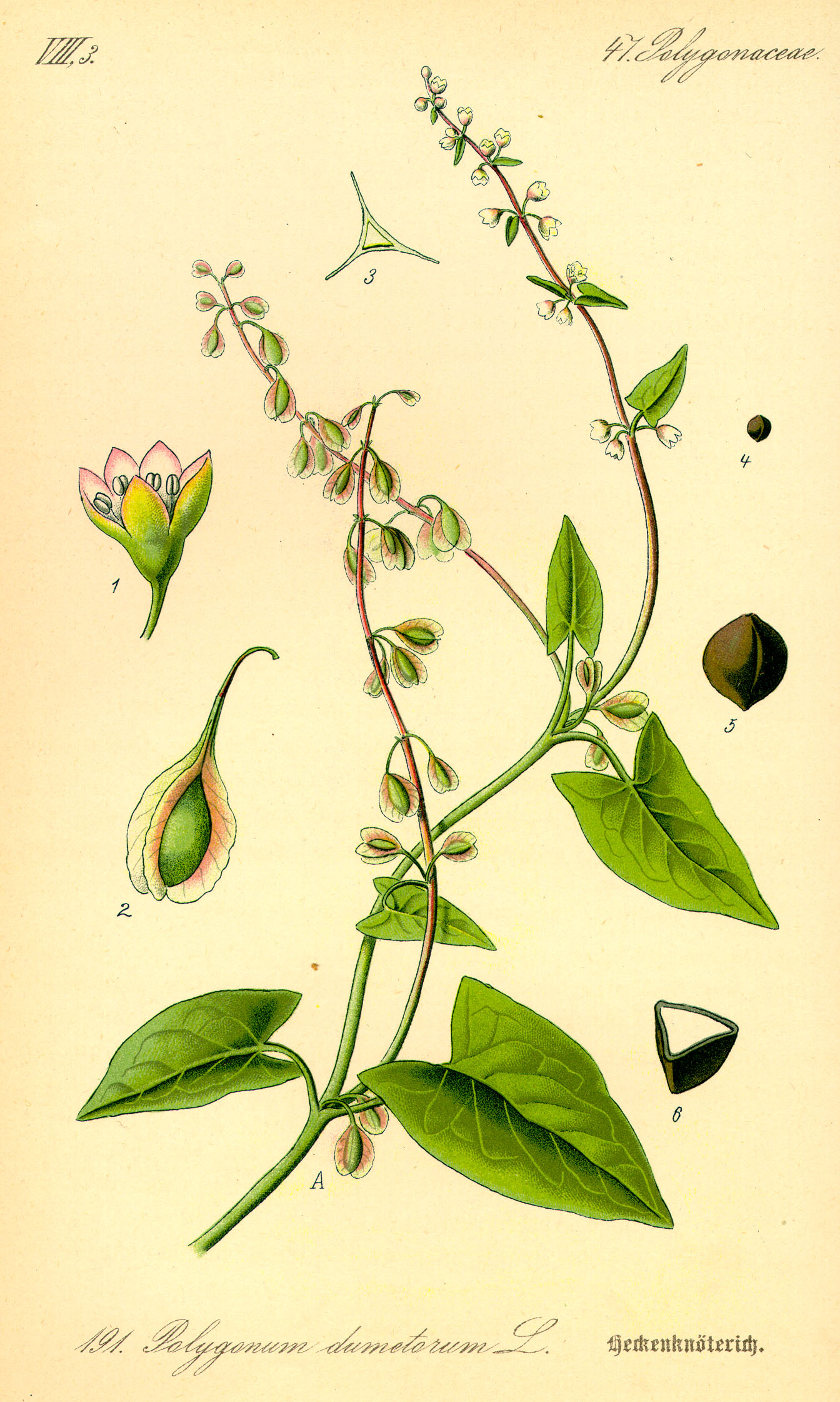

Однолетнее вьющееся травянистое растение с голыми бороздчатыми, многократно ветвящимися стеблями до 3 м длиной. Листья 2—8 см длиной и 1—5 см шириной, с сердцевидным или стреловидным основанием, на верхушке заострённые, с обеих сторон голые; края обыкновенно волнистые. Черешки 0,3—3 см длиной, голые или шероховатые. Раструбы 1,5—3,5 мм длиной, плёнчатые, коричневатые, опадающие, в основании с щетинками и отогнутыми волосками.
Соцветия — рыхлые пазушные кисти, состоящие из расположенными в нескольких ярусах пучках цветков в пазухах прицветников. В пазухе каждого прицветника — от 1—3 (у var. pauciflora) до 3—6 (у var. dumetorum) цветков. Цветоножки 4—8 мм длиной. Цветки обоеполые, с пятичленным зеленоватым или розоватым околоцветником. Внешние три листочка околоцветника крупнее внутренних, при плодах крылатые. Тычинки в числе 8.
Плоды — блестящие чёрные трёхгранные орешки 2—4 мм длиной, обёрнутые в листочки околоцветника. Края крыльев листочков околоцветника обычно цельные, редко волнисто-городчатые, сходят на ножковидный отросток в основании листочка.

## Распространение
Широко распространённое в Евразии и Северной Америке растение. Встречается по лугам, по лесным опушкам, в долинах рек, на полях.

## Значение
Сорное растение. Причиняет вред ягодным кустарникам и молодым саженцам, оплетая побеги и угнетая их развитие.

## Классификация

### Таксономия
- Fallopia dumetorum (L.) Holub, 1971, Folia Geobot. Phytotax. 6: 176

Вид Гречишка кустарниковая включается в род Гречишка (Fallopia) семейства Гречишные (Polygonaceae) порядка Гвоздичноцветные (Caryophyllales) последовательно входящего в клады Суперастериды → Эвдикоты → Цветковые растения. Таксономическая схема в соответствии с Системой APG IV по состоянию на декабрь 2023 года:
|  |                          |  |                                   |                                   |                     |  | еще 40 семейств | еще 40 семейств |                        |  |  |  | 16 подтвержденных видов и 3 вида в статусе "неподтвержденных" |
|  |                          |  |                                   |                                   |                     |  | еще 40 семейств | еще 40 семейств |                        |  |  |  | 16 подтвержденных видов и 3 вида в статусе "неподтвержденных" |
|  |                          |  |                                   | порядок Гвоздичноцветные          |                     |  |                 |                 | род Гречишка           |  |  |  |                                                               |
|  |                          |  |                                   | порядок Гвоздичноцветные          |                     |  |                 |                 | род Гречишка           |  |  |  |                                                               |
|  | клада Цветковые растения |  |                                   |                                   | семейство Гречишные |  |                 |                 | Гречишка кустарниковая |  |  |  |                                                               |
|  | клада Цветковые растения |  |                                   |                                   | семейство Гречишные |  |                 |                 |                        |  |  |  |                                                               |
|  |                          |  | ещё 63 порядка цветковых растений | ещё 63 порядка цветковых растений |                     |  |                 | еще 60 родов    | еще 60 родов           |  |  |  |                                                               |
|  |                          |  |                                   | ещё 63 порядка цветковых растений |                     |  |                 |                 | еще 60 родов           |  |  |  |                                                               |

### Синонимы
- Bilderdykia dumetorum Dumort.
- Bilderdykia pauciflora Nakai
- Fagopyrum dumetorum Schreb.
- Fagopyrum membranaceum Moench
- Fagopyrum pauciflorum (Maxim.) H.Gross
- Fallopia dumetorum var. dumetorum
- Fallopia dumetorum var. pauciflora (Maxim.) A.J.Li
- Fallopia pauciflora (Maxim.) Kitag.
- Helxine dumetorum Raf.
- Polygonum convolvulus var. pauciflorum (Maxim.) Vorosch.
- Polygonum dumetorum L.
- Polygonum pauciflorum Maxim.
- Polygonum scandens var. dumetorum (L.) Gleason
- Reynoutria scandens var. dumetorum (L.) Shinners
- Tiniaria dumetora (L.) Nakai
- Tiniaria dumetorum Opiz
- Tiniaria pauciflora Nakai